# Danh sách vua Ani
Danh sách vua Ani gồm: 
- Abas I của Armenia vua đầu tiên 928/929–953, con trai của Smbat I (xem Nhà Bagratuni) và cha của Mouchel, vua đầu tiên của Kars
- Ashot III (con trai của Abas I) 953–977
- Smbat II (con trai của Ashot III) 977–989
- Gagik I của Armenia (em của Smbat II) 989–1020
- Hovhannes-Smbat của Ani (con trai của Gagik I) 1020–1040/1041
- Ashot IV Qadj (tiếm vị) 1021–1039/1040
- Gargis của Ani (tiếm vị) 1040/1041–1042
- Gagik II (con trai của Ashot IV) 1042–1045
- Nội thuộc Đế quốc Byzantine vào năm 1045